# Departament de Sololá
El departament de Sololá és a la regió sud occidental de Guatemala. Limita al nord amb els de Totonicapán i El Quiché, al sud amb Suchitepéquez, a l'est amb Chimaltenango; i a l'oest amb Suchitepéquez i Quetzaltenango. La capital departamental és a 140 quilòmetres de la Ciutat de Guatemala.

## Orografia
El departament té un clima relativament fred, encara que posseeix una varietat de climes a causa de la seva topografia. El sòl és naturalment fèrtil, apte per a una diversitat de cultius. La precipitació pluvial és de 2.895,9 mm.
Aquest departament està enclavat sobre la Sierra Madre, per la qual cosa presenta un paisatge abrupte, amb enormes muntanyes i profunds barrancs. Els Volcans Atitlán, Tolimán i San Pedro el fan un lloc ple d'atractius.

## Divisió administrativa
El departament de Sololá se troba dividit en 19 municipis que són:
1. Sololá
2. Concepción
3. Nahualá
4. Panajachel
5. San Andrés Semetabaj
6. San Antonio Palopó
7. San José Chacayá
8. San Juan La Laguna
9. San Lucas Tolimán
10. San Marcos La Laguna
11. San Pablo La Laguna
12. San Pedro La Laguna
13. Santa Catarina Ixtahuacán
14. Santa Catarina Palopó
15. Santa Clara La Laguna
16. Santa Cruz La Laguna
17. Santa Lucía Utatlán
18. Santa María Visitación
19. Santiago Atitlán